# Estação Gare de Lyon (Metrô de Paris)
Gare de Lyon é uma estação das linhas 1 e 14 do Metrô de Paris, localizada no 12.º arrondissement de Paris e servindo especialmente a estação das linhas regionais, suburbanas e RER da Gare de Lyon.

## História

### Linha 1

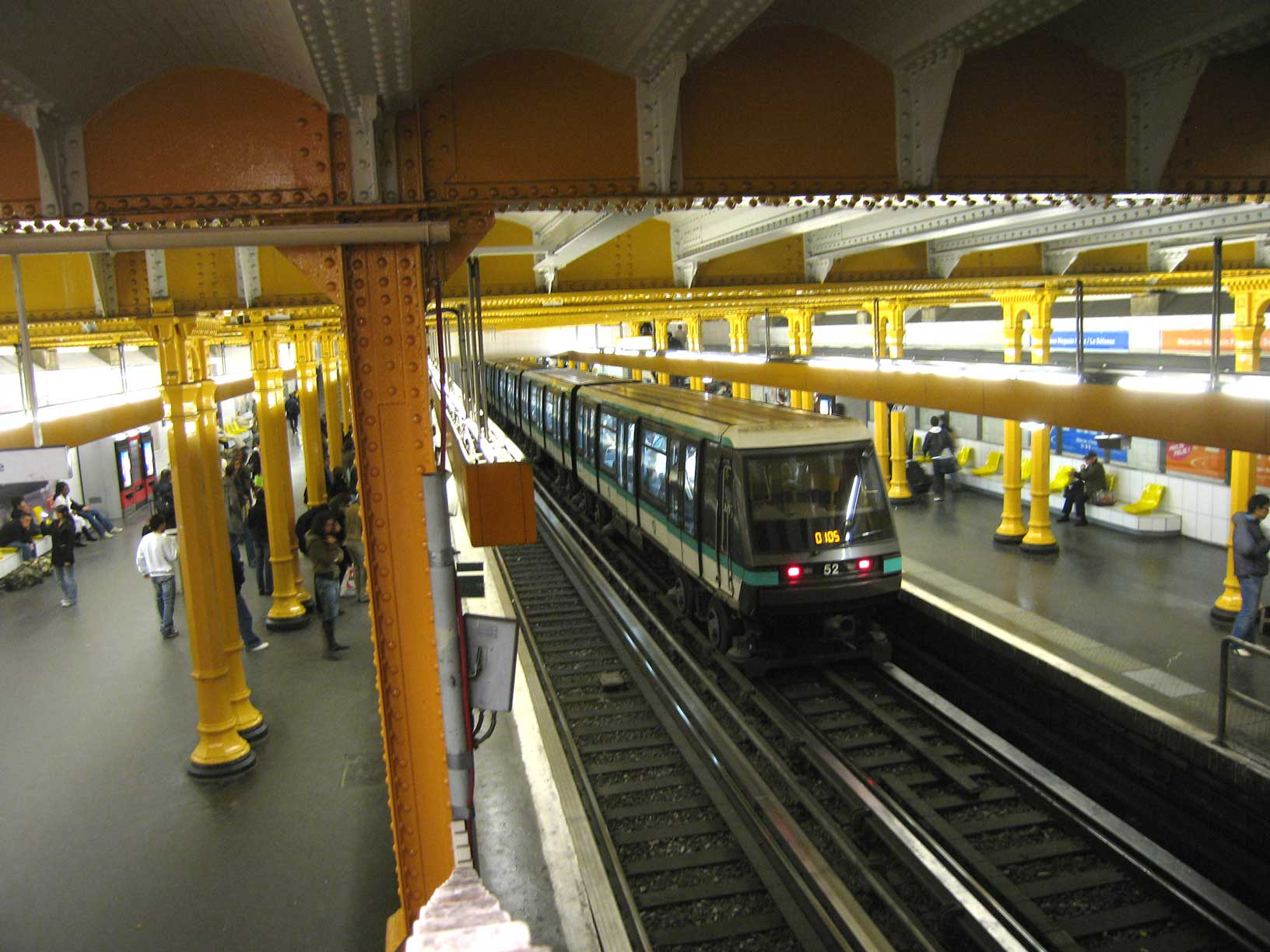
A estação da linha 1. No canto inferior direito, atrás dos vidros, a via de conexão da linha 5.

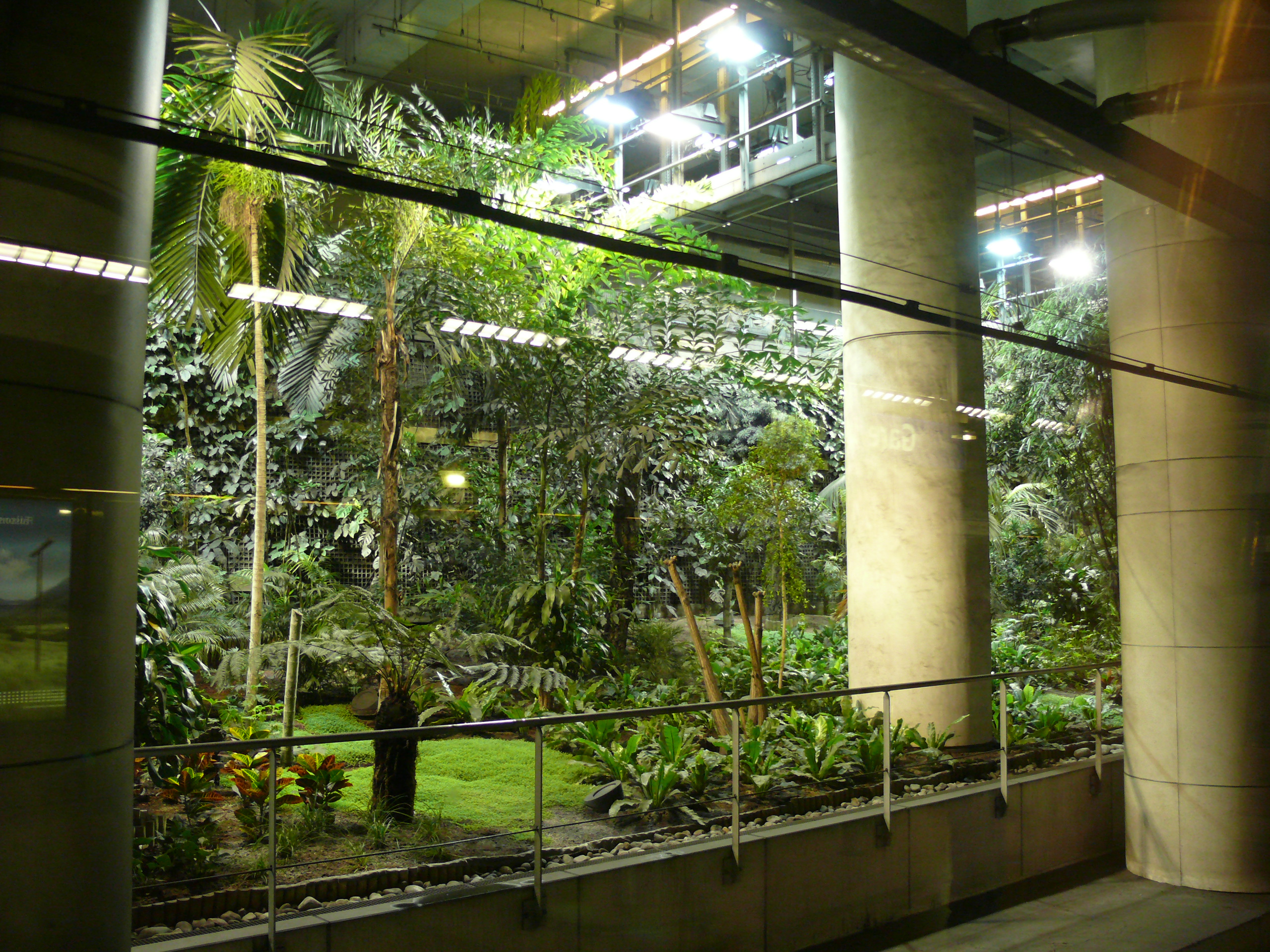
O jardim exótico da estação (linha 14).

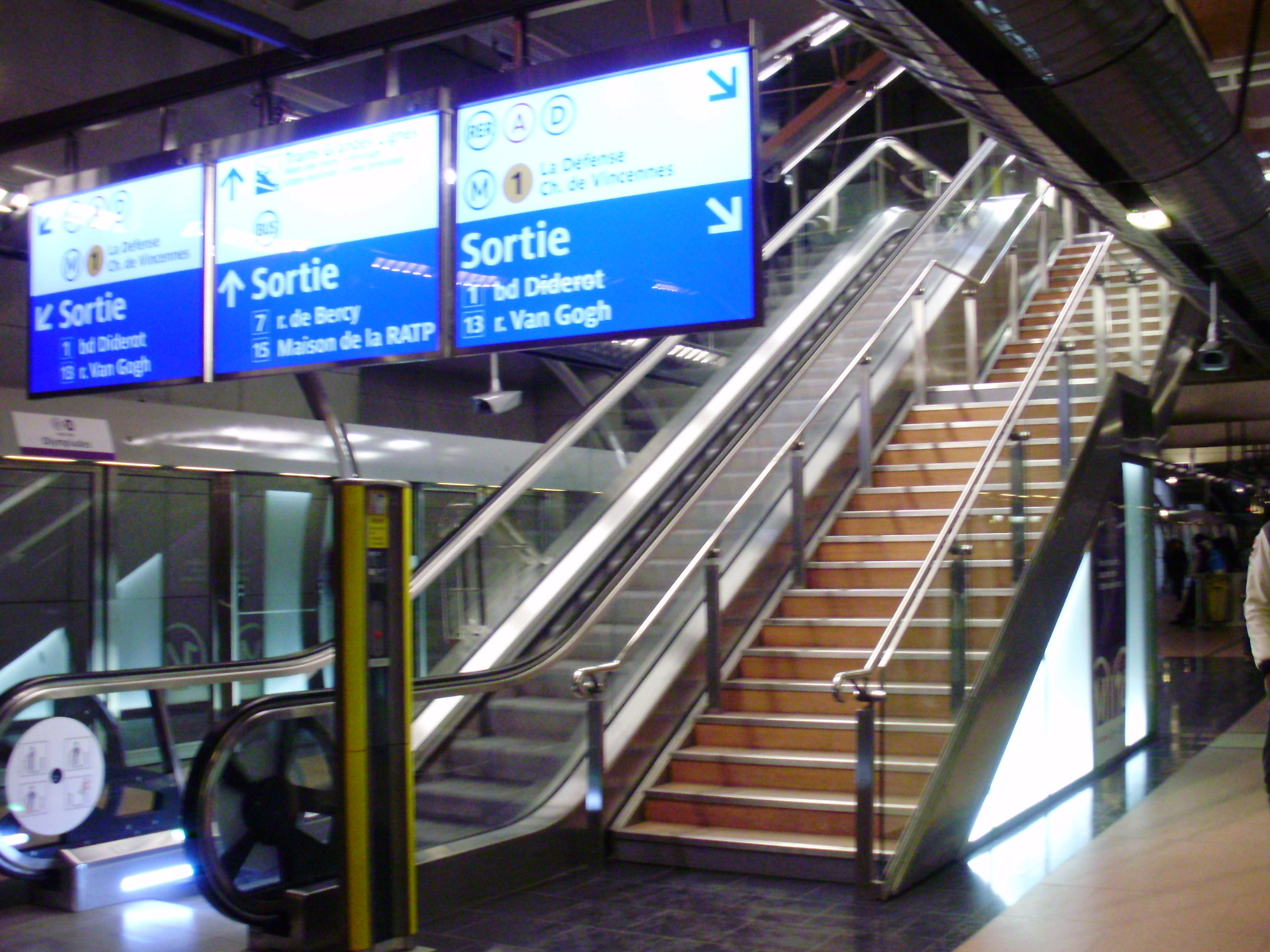
Saída adicional no meio da plataforma da linha 14, aberta em 16 de dezembro de 2011.

A estação da linha 1 foi uma das oito estações originais abertas como parte da primeira seção da linha 1 entre Porte de Vincennes e Porte Maillot em 19 de julho de 1900. Foi construída com um comprimento de 100 metros, em vez dos 75 metros de comprimento usada para as estações da linha antes da sua extensão durante a reconstrução da linha para operação de pneus de borracha. A estação foi construída no método Cut and cover e é coberta por um de 23,90 metros de largura de cobertura de metal, que apoia as ruas acima. Ela tinha originalmente quatro vias flanqueando duas plataformas de seis metros de largura, a fim de acomodar a proposta da linha circular (então chamada Linhas 2 e 6), embora isto nunca foi completado. Em 1 de agosto de 1906, o terminal norte da Linha 5 foi temporariamente localizado nas plataformas de reposição, o que requeria uma reversão em Quai de la Rapée. Em 17 de dezembro de 1906 a Linha 5 foi estendida para Jacques Bonsergent e a seção entre Quai de la Rapée e Gare de Lyon foi fechada. A rota da linha foi fechada e as peças das plataformas na Gare de Lyon foram usadas como parte de uma via de bitola de 60 cm (24 pol), conhecida como as Voie des Finances, operadas pelo Ministério das Finanças para mover a rede entre 1937-1957.
As plataformas da Linha 1 foram levantadas durante o fim de semana de 18 e 19 de julho de 2009 como parte da automação da Linha 1.

### Linha 14
A estação da Linha 14 foi inaugurada em 15 de outubro de 1998. Ela está situada ao sul da Gare de Lyon na rue de Bercy, perto das estações das linhas do RER A e D. Ela tem duas linhas de cada lado de uma grande plataforma central. Entre a via leste de Olympiades e a sede da RATP há um jardim exótico.
O Conselho de Administração do Sindicato dos Transportes da Île-de-France decidiu, em 27 de Maio de 2009, de fornecer financiamento em 2010 para um terceiro acesso no meio da plataforma para facilitar a circulação no interior da estação ocupada e relativamente estreita. Este novo acesso irá se juntar à ponte existente sobre os trilhos, que atualmente fornece acesso ao RER, mas não é usado para acesso à Linha 14. Isso separaria o fluxo de passageiros chegando e partindo.

### Frequência
A estação foi em 2005 a terceira estação mais movimentada do metrô parisiense, depois das estações Gare du Nord e Saint-Lazare, com 30,91 milhões de entrantes diretos registrados em 2004, incluindo 15,78 para a linha 1 e 15,13 para a linha 14. Em 2011, 34 523 049 passageiros entraram nesta estação. Ele viu entrar 34 895 701 passageiros em 2013, o que a coloca na terceira posição das estações de metrô por sua frequência.

## Serviços aos Passageiros

### Acessos
A estação possui doze acessos:
- Acesso 1: Boulevard Diderot: escada que leva ao 26 bis, boulevard Diderot;
- Acesso 2: « Ministère de l'Économie et des Finances »;
- Acesso 3: « Rue Michel Chasles »;
- Acesso 4: « Cour de Chalon »;
- Acesso 6: « Tour de l'Horloge »;
- Acesso 7: « Rue de Bercy »: permite uma conexão a pé com a Gare de Bercy;
- Acesso 9: « Place Henri-Frenay »;
- Acesso 10: « Rue Legraverend »: escada que leva em frente ao 25, boulevard Diderot;
- Acesso 11: « Rue de Châlon »;
- Acesso 12: « Rue Villiot »;
- Acesso 13: « Rue Van Gogh »: 1 escada rolante ascendente que leva ao 203, rue de Bercy, e 1 descendente, saindo em frente ao nº 205. Esse acesso permite uma correspondência a pé com a Gare d'Austerlitz;
- Acesso 15: « Maison de la RATP »: escada que leva ao 167, rue de Bercy.

### Plataformas
As plataformas da linha 1, construídas a céu aberto, são cobertas com um tabuleiro metálico de 23,90 metros de largura, que suporta o chão. Na seu extremidade leste, um pequeno pé direito central separa as duas principais vias. Aquela se encontrando mais a norte foi removida, o que permitiu alargar a plataforma na direção de La Défense, e a via ao sul utilizada para ligação entre as linhas 1 e 5 está isolada atrás das paredes de vidro. A transição entre a via de rolamento de pneus da linha 1 e a via de rolamento de ferro da linha 5 ocorre dentro da própria estação; ela é assim visível ao público.
A estação da linha 14 possui duas pistas de cada lado de uma plataforma central devido à falta de espaço suficiente para construir uma estação com disposição convencional. Entre a pista em direção a Olympiades e a Maison de la RATP há um jardim exótico que embeleza a estação. Originalmente, a localização do jardim estava reservada para acesso ao Museu dos Transportes (não realizado).

### Intermodalidade
A estação serve a Gare de Lyon, origem dos trens e dos TGV, principalmente ao sudeste da França. Ela está também em correspondência com a linha A e a linha D do RER.